# Elbe, Wolfenbüttel
Elbe là một đô thị ở huyện Wolfenbüttel, trong bang Niedersachsen, nước Đức. Đô thị Elbe, Wolfenbüttel có diện tích 16,71 km².